# Germanikopolis (Bithynien)
Germanikopolis (griechisch Γερμανικόπολις, auch Kaisareia Germanike/Caesarea Germanice, Καισάρεια Γερμανική) war eine antike Stadt in Bithynien. Der Ort ist inschriftlich lokalisiert bei dem Dorf Yaylacık in der Gemeinde Nilüfer, Provinz Bursa, in der Türkei. Er liegt 13 km südöstlich von Daskyleion und 24 km westnordwestlich von Prusa.
Der ursprüngliche Name des Ortes war wahrscheinlich Helgas, ein weiterer Booscoete (Βοὸς κοίτη). Unter Germanicus wurde der Ort 17–19 n. Chr. zur Stadt erhoben, daher der Name Germanikopolis.
In der Spätantike war der Ort Bischofssitz, darauf geht das Titularbistum Caesarea in Bithynia zurück.
Von Tiberius bis Valerian prägte die Stadt Münzen (Beischrift ΚΑΙΣΑΡΕΙΑ[Σ] ΓΕΡΜΑΝΙΚΗ[Σ]).